# دانييلي جروب
مجموعة دانييلي أو دانييلي جروب هي المورد الإيطالي للمعدات والمنشآت الفيزيائية لصناعة المعادن . يقع مقر الشركة في بوتريو ، في شمال شرق إيطاليا ( منطقة فريولي فينيتسيا جوليا ). وهي واحدة من الشركات الرائدة عالميًا في إنتاج مصانع الصلب، ولا سيما في قطاع المنتجات الطويلة، حيث امتلكت أكثر من 30% من حصة السوق في عام 1999.
لديها أكثر من 25 قسمًا حول العالم (مراكز التصميم والتصنيع والخدمة)، 7 منها مراكز إنتاج ( إيطاليا ، روسيا ، النمسا ، البرازيل ، هولندا ، السويد ، الولايات المتحدة ، فيتنام ، ألمانيا ، الهند ، الصين ، وتايلاند ) . بسبب استمرار أعمال الشركة مع روسيا وسط الغزو الروسي لأوكرانيا ، تم إدراج دانييلي ضمن الرعاة الدوليين للحرب من قبل الوكالة الوطنية الأوكرانية لمنع الفساد . ردًا على ذلك، أعلنت الشركة انسحابها من السوق الروسية بسبب المشهد الجيوسياسي المتطور، مما يجعل الارتباطات التجارية والتأسيس في روسيا غير ممكن. كما أكدت الشركة مجددًا التزامها المستمر بالعقوبات.

## شركات مجموعة دانييلي
- ايه بي اس سيساك [الإنجليزية] [8]
- دانييلي للأتمتة والرقمية والأرصاد الجوية (أنظمة الأتمتة الصناعية ومراقبة العمليات)
- دانييلي لهندسة النباتات (المصانع الجاهزة وهندسة النظم)
- دانييلي مورغاردشامار (مصانع درفلة المنتجات الطويلة)
- دانييلي كوروس إيجمودين (مصانع الصلب المتكاملة)
- دانييلي سنترو ميت (مصنع الصلب الكهربائي، الصب المستمر)
- دانييلي ديفي ديستينجتون (صب الألواح السميكة والرفيعة)
- دانييلي وين يونايتد (مصانع درفلة المنتجات المسطحة)
- دانييلي فروهلينج (محطات تكييف وتشطيب المنتجات المسطحة)
- أنبوب دانييلي سنترو (محطات الأنابيب غير الملحومة)
- دانييلي سنترو ماسكين (محطات تكييف المنتجات والتشطيب الطويلة وفحص الألواح والطحن)
- دانييلي روتيليك (المحركات الكهرومغناطيسية وأنظمة التسخين التعريفي )
- دانييلي بريدا (مصانع البثق والحدادة)
- مركز دانييلي للاحتراق (أنظمة التدفئة وأفران المعالجة الحرارية)
- دانييلي لأنظمة البيئة (التقنيات والأنظمة الخضراء)
- دانييلي للإنشاءات (مصانع تسليم المفتاح)
- خدمة دانييلي (تجميع وبدء التشغيل واختبار مصانع دانييلي)
- رافعات دانييلي سنترو (الرافعات الثقيلة)
- دانييلي للروبوت بالاتصال عن بعد (الروبوتات المتقدمة)
- دانييلي لينز (مصانع صناعة الصلب لمحولات الأكسجين)
- دانييلي سنترو لإعادة التدوير (مصانع معالجة الخردة)
- دانييلي أوليفوتو فيري (أفران المعالجة الحرارية)
- دانييلي كوهلر (معدات مسح الهواء لطلاء الزنك)
- دانييلي فاتا هنتر (خطوط لف وتغليف الألمنيوم)
- شركة إنوفال تكنولوجي المحدودة (خدمات استشارية ودعم فني لصناعة الألمنيوم)
- دانييلي الهيدروليكية (الهيدروليكية الصناعية والتشحيم)
- الجنية إيبك (هندسة المصانع الجاهزة والمشتريات والبناء)

## أنظر أيضا
- قائمة الشركات الإيطالية